# Lubbock Hawks
Le Lubbock Hawks sono state una franchigia di pallacanestro della NWBL, con sede a Lubbock, nel Texas, attive nel 2005.
Parteciparono al campionato del 2005, perdendo in semifinale con le Dallas Fury. Si sciolsero al termine della stagione.

## Stagioni
| Stagione | Lega | Denominazione | V  | P  | %    | Piazzamento | Play-off   |
| -------- | ---- | ------------- | -- | -- | ---- | ----------- | ---------- |
| 2005     | NWBL | Lubbock Hawks | 14 | 10 | 58,3 | 3º          | Semifinale |